# Micael Lundmark
Leif Micael Lundmark (* 27. September 1986 in Skellefteå; † 16. oder 17. Juni 2023 in Stockholm) war ein schwedischer Snowboarder. Er startete in den Disziplinen Halfpipe und Big Air.

## Werdegang
Lundmark startete zu Beginn der Saison 2002/03 in Tandådalen erstmals im Snowboard-Weltcup und errang dabei den achten Platz im Big Air. Im weiteren Saisonverlauf erreichte er in Arosa mit Platz drei im Big Air seine einzige Podestplatzierung im Weltcup und zum Saisonende mit dem 14. Platz im Big-Air-Weltcup sein bestes Gesamtergebnis. Bei den Juniorenweltmeisterschaften 2003 in Prato Nevoso wurde er Fünfter in der Halfpipe. Im folgenden Jahr kam er bei den Juniorenweltmeisterschaften auf den 46. Platz im Big Air und auf den zehnten Rang in der Halfpipe. Bei seiner einzigen Olympiateilnahme im Februar 2006 in Turin errang er den 27. Platz in der Halfpipe. Seinen 23. und damit letzten Weltcup absolvierte er im November 2008 in Stockholm, welchen er auf dem 52. Platz im Big Air beendete.
Bei einem Sprung von der gut 20 Meter hohen Vösterbron-Brücke kam Micael Lundmark ums Leben.

## Weltcup-Gesamtplatzierungen
| Saison  | Gesamt | Gesamt | Halfpipe | Halfpipe | Big Air | Big Air |
| Saison  | Punkte | Platz  | Punkte   | Platz    | Punkte  | Platz   |
| ------- | ------ | ------ | -------- | -------- | ------- | ------- |
| 2002/03 | -      | -      | 212      | 64.      | 1060    | 14.     |
| 2003/04 | -      | -      | 525      | 35       | 260     | 40.     |
| 2005/06 | 784    | 114.   | 784      | 34.      | -       | -       |
| 2006/07 | 140    | 193.   | -        | -        | 140     | 47.     |
| 2007/08 | 220    | 191.   | -        | -        | 220     | 48.     |
| 2008/09 | 41     | 290.   | -        | -        | 41      | 88.     |